# Grand Prix Španělska 1954
Grand Prix Španělska 1954 (oficiálně XII Gran Premio de España) se jela na okruhu Pedralbes Circuit v Barceloně ve Španělsku dne 24. října 1954. Závod byl devátým a zároveň posledním v pořadí v sezóně 1954 šampionátu Formule 1.

## Závod
| Poř.   | No. | Jezdec                                   | Konstruktér | Počet kol | Čas/Odstoupení    | Pořadí na startu | Body |
| ------ | --- | ---------------------------------------- | ----------- | --------- | ----------------- | ---------------- | ---- |
| 1      | 38  | Mike Hawthorn                            | Ferrari     | 80        | 3:13:52.1         | 3                | 8    |
| 2      | 14  | Luigi Musso                              | Maserati    | 80        | +1:13.2           | 7                | 6    |
| 3      | 2   | Juan Manuel Fangio                       | Mercedes    | 79        | +1 kolo           | 2                | 4    |
| 4      | 10  | Roberto Mieres                           | Maserati    | 79        | +1 kolo           | 11               | 3    |
| 5      | 4   | Karl Kling                               | Mercedes    | 79        | +1 kolo           | 12               | 2    |
| 6      | 16  | Paco Godia                               | Maserati    | 76        | +4 kola           | 13               |      |
| 7      | 26  | Louis Rosier                             | Maserati    | 74        | +6 kol            | 20               |      |
| 8      | 28  | Ken Wharton                              | Maserati    | 74        | +6 kol            | 14               |      |
| 9      | 18  | Prince Bira                              | Maserati    | 68        | +12 kol           | 15               |      |
| Ret    | 12  | Sergio Mantovani                         | Maserati    | 58        | Brzdy             | 10               |      |
| Ret    | 22  | Toulo de Graffenried Ottorino Volonterio | Maserati    | 57        | Motor             | 21               |      |
| Ret    | 6   | Hans Herrmann                            | Mercedes    | 50        | Vstřikování       | 9                |      |
| Ret    | 40  | Maurice Trintignant                      | Ferrari     | 47        | Převodovka        | 8                |      |
| Ret    | 48  | Jacques Pollet                           | Gordini     | 37        | Motor             | 16               |      |
| Ret    | 24  | Harry Schell                             | Maserati    | 29        | Převodovka        | 4                |      |
| Ret    | 8   | Stirling Moss                            | Maserati    | 20        | Palivové čerpadlo | 6                |      |
| Ret    | 46  | Jean Behra                               | Gordini     | 17        | Brzdy             | 18               |      |
| Ret    | 30  | Jacques Swaters                          | Ferrari     | 16        | Motor             | 19               |      |
| Ret    | 34  | Alberto Ascari                           | Lancia      | 10        | Spojka            | 1                | 1    |
| Ret    | 36  | Luigi Villoresi                          | Lancia      | 2         | Brzdy             | 5                |      |
| Ret    | 20  | Robert Manzon                            | Ferrari     | 2         | Motor             | 17               |      |
| DNS    | 42  | Peter Collins                            | Vanwall     |           | Nestartoval       |                  |      |
| Zdroj: |     |                                          |             |           |                   |                  |      |

Poznámky
1. ↑  Alberto Ascari získal jeden bod za zajetí nejrychlejšího kola.

## Průběžné pořadí po závodě
Pohár jezdců
|   | Pořadí | Jezdec                | Body             |
| - | ------ | --------------------- | ---------------- |
|   | 1      | Juan Manuel Fangio    | 42 (57 1⁄7)      |
|   | 2      | José Froilán González | 25 1⁄7 (26 9⁄14) |
| 1 | 3      | Mike Hawthorn         | 24 9⁄14          |
| 1 | 4      | Maurice Trintignant   | 17               |
|   | 5      | Karl Kling            | 12               |